# Língua evasiva
Linguagem evasiva é um grupo de fenômenos sociolingüísticos no qual um estilo de fala especial restrito deve ser usado na presença ou em referência a determinados parentes ou situações. Esse discurso de evasão é encontrado em várias línguas aborígenes da Austrália, em línguas austronésias bem como algumas línguas nativas norte-americanas, em línguas cushíticas e línguas bantas.
Os estilos de fala evasiva tendem a ter a mesma fonologia e gramática que o idioma padrão do qual fazem parte. O léxico, no entanto, tende a ser menor do que na fala normal, pois os estilos são usados apenas para comunicação limitada.

## Austrália
O discurso evasivo em línguas aborígines australianas está intimamente ligado aos elaborados sistemas de parentesco tribais nos quais certos parentes são considerados tabus. Essas relações de prevenção diferem de tribo para tribo em termos de rigor e a quem se aplicam. Normalmente, existe um relacionamento de esquiva entre um homem e sua sogra, geralmente entre uma mulher e seu sogro e, às vezes, entre qualquer pessoa e seus sogros do mesmo sexo. Para algumas tribos, as relações evasivas são estendidas a outros membros da família, como o irmão da sogra em  Warlpiri ou entre primos paralelos e cruzados em língua dyirbal. Todas as relações são classificatórias - mais pessoas podem cair na categoria "sogra", não apenas a mãe da mulher de um homem.
Os estilos de fala evasiva usados com parentes tabus costumam ser chamados de  'línguas da sogra' , embora não sejam realmente idiomas separados, mas conjuntos lexicais separados, mas com as mesmas gramáticas e fonologia. Normalmente, o conjunto lexical tabu tem uma correspondência de um para muitos com o conjunto cotidiano. Por exemplo, em Dyirbal, o estilo evasivo tem uma palavra, jijan, para todos os lagartos e iguanas, enquanto o estilo cotidiano diferencia muitas variedades. Em língua guugu Yimithirr, o verbo da língua de evitar bali-l "travel" abrange vários verbos do cotidiano que significam "ir", "andar", "rastejar", "remar", "flutuar, navegar, "estar a deriva", "mancar". A evasiva correspondente e as palavras do dia-a-dia geralmente não têm relação linguística. As formas evasivas tendem a ser palavras mais longas que as do cotidiano.
Em algumas áreas, o estilo de evasão é usado pelos dois membros da relação de evasão; em outros, o membro mais velho pode conversar com um jovem no estilo cotidiano. O comportamento associado ao discurso de evasão é um continuum e varia entre as tribos. Para o povo Dyirbal, um homem e sua sogra não podem fazer contato visual, enfrentar um ao outro ou conversar diretamente um com o outro. Em vez disso, eles devem endereçar uma terceira pessoa ou mesmo um objeto próximo. Para relacionamentos um pouco menos restritos, como entre um homem e seu sogro, o estilo de evasão é usado e deve ser falado com uma voz lenta e suave. Um caso extremo de comportamento de esquiva é encontrado na língua umpila, na qual um homem e sua sogra podem não falar nada na presença um do outro.
As crianças dessas culturas adquirem formas de fala evasivas como parte de seu desenvolvimento normal da linguagem, aprendendo com quem usá-las desde uma idade bastante jovem. m disso, algumas línguas têm outro estilo, chamado "linguagem secreta" ou "linguagem mística", que é ensinada aos meninos como parte dos rituais de iniciação e é usada apenas entre homens..
Também existe a tradição de evitar referência aos nomes de pessoas que morreram durante o período do luto como sinal de respeito — e também porque é considerado muito doloroso para a família em luto. Hoje a prática continua em muitas comunidades, mas também passou a abranger evitar a publicação ou disseminação de fotografias ou filmagens dos mortos. Muitos programas e filmes de televisão australianos incluem um cartão de título alertando os aborígines e os habitantes das ilhas do Estreito de Torres que "os telespectadores dos aborígines e das ilhas do Estreito de Torres são avisados de que o programa a seguir pode conter imagens e vozes de pessoas que morreram". (conforme recomendado pela Australian Broadcasting Corporation).
O período de evasão pode durar de 12 meses a vários anos. A pessoa ainda pode ser referida de forma indireta, como "aquela velha senhora" ou por seu genérico nome de clã, mas não pelo primeiro nome. Em algumas comunidades da Austrália Central, se, por exemplo, uma pessoa chamada Alice morre, esse nome deve ser evitado em todos os contextos. Isso pode até incluir o município Alice Springs sendo referido na conversa de uma maneira indireta (o que geralmente é bom, pois o nome indígena pode ser o padrão). Aqueles com o mesmo nome que o falecido são chamados por um nome substituto durante o período de fuga, como  Kuminjay , usado no dialeto Pintubi-Luritja, ou Galyardu, que aparece em um dicionário da Austrália Ocidental Wajarri para esse fim.

## África
Um sistema especial de vocabulário de evasão é tradicionalmente usado por mulheres casadas que falam línguas cuchíticas do leste das montanhas no sudoeste da Etiópia. Em kambaata e  em sidamo, esse sistema é chamado de ballishsha e inclui evitar de forma física e linguística dos sogros. Mulheres que praticam ballishsha não pronunciam nenhuma palavra que comece com a mesma sílaba. Em vez disso, podem usar paráfrase, sinônimos ou palavras semanticamente semelhantes, antônimos ou empréstimos de outros idioma.
Hloniph , ou isihlonipho, é um sistema tradicional de discursos de evasão em línguas Nguni da África Austral, incluindo as línguas zulu, xhosa e suazi. Esse estilo de fala especial e comportamentos respeitosos correlatos podem ser usados em muitos contextos, mas estão mais fortemente associados às mulheres casadas em relação aos seus sogro e outros parentes homens mais velhos. Mulheres que praticam 'hlonipha' não podem dizer o nome desses homens ou qualquer palavra com a mesma raiz que seus nomes. Assim, evitam-se as palavras tabu tanto fonologicamente (substituindo sons) ou lexicamente (substituindo palavras por sinônimos etc.). O sistema hlonipha também inclui evitarem-se nomes de certos parentes por todos os falantes e evitar fisicamente certos parentes.